# Lilium mackliniae
Lilium mackliniae, auch Manipur-Lilie genannt, ist eine Art aus der Gattung der Lilien (Lilium) in der Asiatischen Sektion. Die Art wurde erstmals von 1946 von Frank Kingdon-Ward entdeckt, der sie nach dem Geburtsnamen seiner Frau benannte. Sie ist die Staatsblume von Manipur.

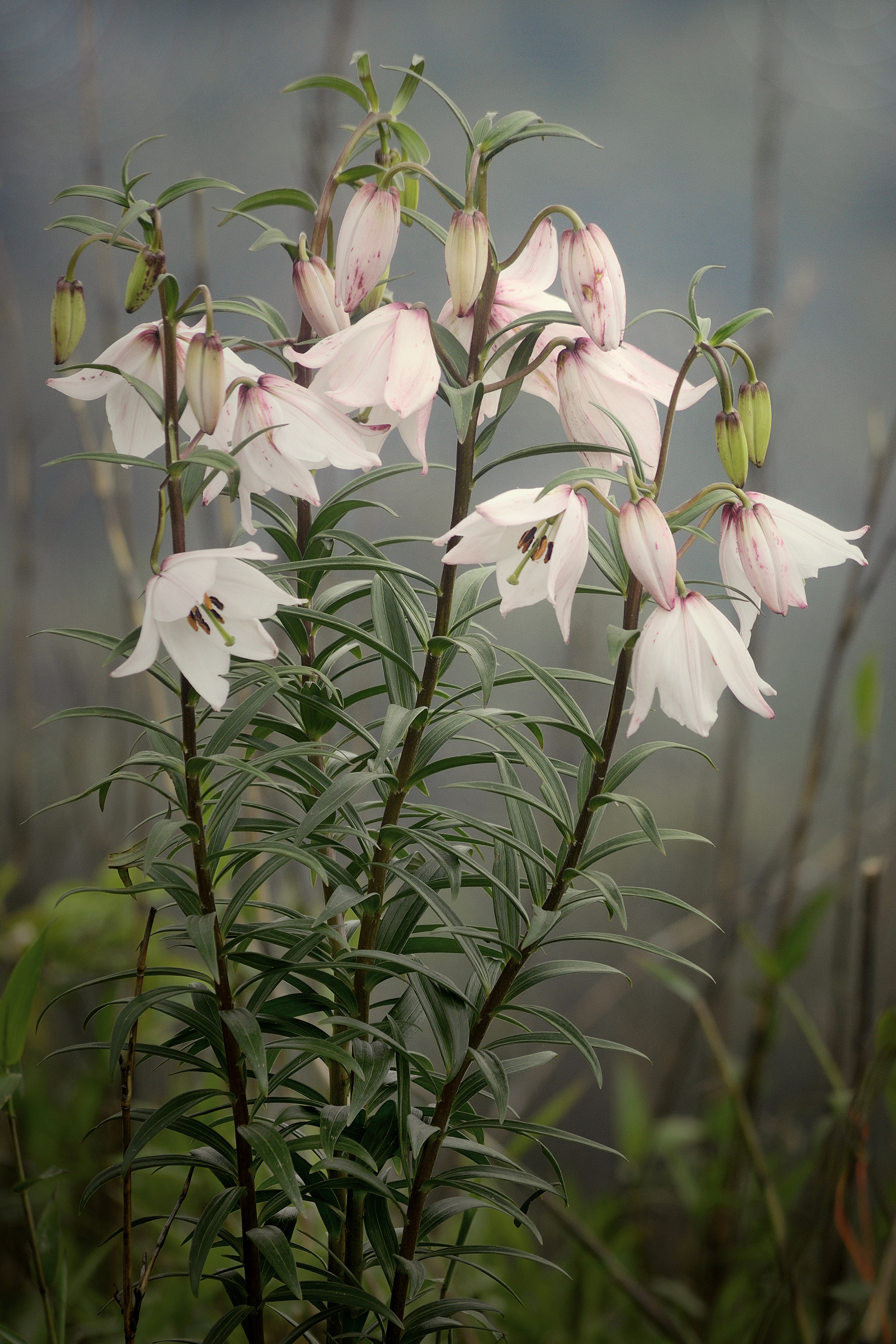
Lilium mackliniae im Siroy National Park, Manipur

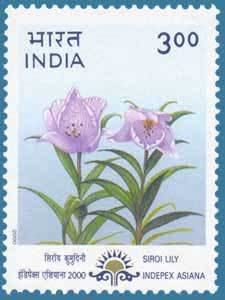
Siroi Lily (Lilium mackliniae), die Staatsblume von Manipur

## Beschreibung
Lilium mackliniae ist eine mehrjährige krautige Pflanze, die Wuchshöhen von bis zu 115 Zentimetern erreicht, davon 10 bis 15 Zentimeter unterirdisch wachsend. Die Pflanze ist grünlich bis rötlich-braun, behaart und belaubt von knapp oberhalb des Ansatzes an. Die breit-eiförmigen Zwiebeln sind rund und sind rund 4,5 Zentimeter breit und 4 Zentimeter hoch, die Schuppen sind blassgelb und 2 bis 3 Zentimeter breit.
Der Stängel bildet oberirdische Wurzeln aus. Die lanzettlichen Laubblätter sind etwa 10 cm lang und 1 cm breit. Sie sind frei um den Stängel verteilt.
Sie blüht in den regenreichen Monaten des Süd-West-Monsuns von Juni bis Juli mit einer einzelnen Blüte oder bis zu 5 in einer Rispe stehenden, nickenden, glockenförmigen Blüten. Die zwittrigen Blüten sind dreizählig und haben einen Durchmesser von etwa 7 cm. Die Grundfarbe der Blüten ist weiß bis hell-purpurn, die Blütenaußenseite ist purpurn überzogen. Die Blütenhüllblätter sind oval bis lanzettförmig. Antheren und Pollen sind braun. Die Samen reifen in Samenkapseln heran.
Die Chromosomenzahl beträgt 2n = 24.

## Verbreitung
Lilium mackliniae wächst an grasigen Gebirgshängen in Höhenlagen von 1730 bis 2590 m.
Die Art ist endemisch im Sirhoi-Gebirge im Distrikt Ukhrul in Manipur in Indien. Es soll jedoch auch Vorkommen in Bangladesch und Myanmar geben.

## Taxonomie
Lilium mackliniae wurde 1949 von Joseph Robert Sealy in Journal of the Royal Horticultural Society Band 74, Seite 349 erstbeschrieben. Sie wurde 1946 von Frank Kingdon-Ward entdeckt, der sie nach dem Geburtsnamen seiner Frau benannte.

## Nutzung
Die Art wurde kultiviert, ist in Gärten aber so gut wie nicht verbreitet. Sie gewann jedoch 1948 den prestigeträchtigen Merit Prize der Royal Horticultural Society Flower Show in London.

## Kultur
Eine Legende der einheimischen Tangkhul Naga besagt, dass die Lilie die Zierde der Göttin Philava ist, die den Kashong-Gipfel in den Sirhoi bewohnt. Daher soll die Lilie nur in diesem Gebirge gedeihen, dieser Teil der Legende wurde aber inzwischen widerlegt.

## Nachweise
1. ↑  S. Dasgupta, D. B. Deb: Taxonomic revision of the genus Lilium L. in India and adjoining region., in: Candollea, 39:497, S. 502, 1984
2. ↑   Tropicos.